# Официр с ружом
„Официр с ружом“ је играни филм загребачког редитеља Дејана Шорака, снимљен 1987. године. За остварену улогу у овом филму главни глумац, Жарко Лаушевић, је добио Златну арену у Пули 1987. године.

## Радња
Прича о љубавном тоуглу између партизанског официра, његове девојке и младе удовице.
Радња филма прати живот партизанског официра који се у првим послератним данима заљубљује у Матилду, удовицу из више класе чији је муж радио за НОБ. Љубав почиње да се развија обострано, па поручник Хорват оставља своју девојку и почиње да живи с Матилдом. Друштвене околности, људске слабости и љубомора воде Петра у погибију а обе жене које је волео и које су њега волеле остају саме.
Наслов филма изведен је из сцене у којој Петар доноси две руже, по једну за Љиљану и Матилду.
Прича о неподобној љубави лепе даме и партизанског поручника у послератном Загребу заправо је трагична љубавна прича која критикује политичко лицемерје, комунистичку догму која и након рата води сталешку борбу у циљу остваривања једнакости али управо том борбом неједнакости потцртава.

## Улоге
| Глумац            | Улога                        |
| ----------------- | ---------------------------- |
| Жарко Лаушевић    | поручник КНОЈ-а Петар Хорват |
| Ксенија Пајић     | Матилда Иванчић              |
| Драгана Мркић     | потпоручник Љиљана           |
| Вицко Руић        | Мате Мркић                   |
| Звонимир Торјанац | Стипе                        |
| Лена Политео      | Службеница                   |
| Вида Јерман       |                              |

## Награде
- Пула 87' - Златна арена за сценарио[7]; Златна арена за главну мушку улогу[7]; Награда листа Полет Ксенији Пајић и Жарку Лаушевићу за најпоетичнији емотивни однос[1]
- Херцег Нови 87' - Бронзана мимоза за режију[1]
- Врњачка бања 87' - Специјално признање за сценарио[1][8]
- Ниш 87' - Цар Константин, 1. награда за мушку улогу Жарку Лаушевићу; Велика повеља Ксенији Пајић;  Награда за дебитантску улогу Драгани Мркић[1][9]
- Валенсија 87' - Награда за најбољу женску улогу Ксенији Пајић[1]